# Tombeau Xiaoling
Le Tombeau Xiaoling est le tombeau du premier empereur Ming, Hongwu, qui régna sur la Chine de 1368 à 1398, et de l'impératrice Xiaoci. Il constitue l'une des gigantesques nécropoles impériales en Chine.
La construction de ce mausolée commence durant le règne de l'empereur en 1381 et s'achève après sa mort en 1405, terminé par son fils Yongle. Le mausolée nécessite la mobilisation de 100 000 ouvriers et soldats. Dès 1382, on y enterre l'impératrice Ma qui reçoit le nom posthume de « Xiaoci » (Piété et bonté), ce qui donna le nom de Xiaoling au tombeau. Seize ans plus tard, en 1398, celui-ci accueille la dépouille de l'empereur avec lequel on enterre vivantes une dizaine de favorites et quarante-six dames d'honneurs.
En 2003, le Tombeau est ajouté à la liste des tombes impériales des dynasties Ming et Qing inscrites au patrimoine culturel mondial de l'UNESCO.

## Situation et site
Le tombeau est situé au pied du pic Wanzhu, côté sud du mont Zhongshan, à l'est de la ville de Nankin, capitale de la Chine à l'époque des premiers empereurs Ming.
Le vaste édifice s'étend sur plus de 130 hectares. Mais l'usure du temps et les guerres successives ont complètement détruit les palais et salles de structure de bois, ainsi que l'enceinte de plus de 22 km qui les protégeait. Néanmoins, à partir des fondations en pierre qui subsistent de nos jours, on peut toujours reconstituer la disposition des différents édifices du lieu. Aujourd'hui, seule subsiste la Voie des Esprits (ou Voie Sacrée) qui mène au tumulus où repose le couple impérial.
Tant au titre de la disposition que de la forme architecturale, il apparait que le Xiaoling, même s'il est le tombeau le plus imposant, a servi de modèle aux autres tombeaux des empereurs Ming.

## Voie des esprits
Le passage sous les triples arches de la porte Dajinmen marque le point de départ de la voie des esprits qui s'étend sur plus de 1 800 mètres. 
Ensuite la voie passe dans la « Tour carrée » (ou le Pavillon Sifangcheng) qui abrite une stèle haute de 8,8 mètres sur une tortue à tête de dragon. La stèle porte l'inscription d'une épigraphe qui a été gravée par la main de Yongle et est composée de 2 746 caractères. L’inscription retrace les exploits méritoires de l'empereur. Le toit du pavillon a disparu et il ne reste plus aujourd'hui que des murets.
La voie des esprits ne garde pas de trajectoire rectiligne, mais change plusieurs fois de direction. Sa trajectoire est ainsi sinueuse tout au long de son parcours. Le long des deux côtés s’alignent ensuite douze paires d’animaux en pierre de six espèces différentes : quatre lions, quatre chameaux, quatre éléphants, quatre chevaux, quatre licornes (xieshi) et quatre chimères (qilin). L'arrivée à deux colonnes hexagonales marque le point où la voie sacrée oblique vers le nord pour laisser apparaître de chaque côté quatre paires de statues humaines (deux mandarins civils et deux mandarins militaires). D’une stature colossale, ces sculptures Ming sont toutes précieuses historiquement, culturellement et artistiquement. Les restes d'une ancienne arche en pierre (dite ruines de Pailou) marque la fin de la voie sacrée.

## Mausolée
En quittant la Voie des Esprits, on franchit un petit pont de pierre donnant accès à un chemin rectiligne conduisant à la Porte rouge (Porte Wenwu) qui est l'entrée du mausolée entouré par une enceinte de pierre. La Porte rouge présente un triple portail. Une stèle posée contre la Porte rouge nous indique en six langues différentes, qu'un responsable local, Tuan Fang, s'est inquiété d'actes de vandalisme sur le tombeau. La stèle demande que les visiteurs respectent le site et n'entrent pas sans autorisation.
On pénètre ensuite dans le Pavillon de la Stèle où l'empereur Kangxi de la dynastie Qing érigea une stèle. On peut y lire "Zhi Long Tang Song" ce qui veut dire "Son règne fut autant glorieux que ceux des Tang et des Song".
Puis on avance vers le Pavillon Lingen Dian. Ce fut autrefois un large pavillon en bois, mais qui brûla à une date indéterminée. Ce nouveau petit pavillon a été construit au début du XXe siècle. On voit encore les fondations en pierre indiquant la taille et l'agencement des piliers du pavillon disparu, qui sont disposées tout autour du nouveau bâtiment. À proximité, il y avait deux fourneaux où soie et papier monnaie étaient brûlés en sacrifice pour le défunt empereur.
On retraverse ensuite l'enceinte de pierre en passant sous une porte et on longe un chemin ombragé d'une centaine de mètres. Après avoir traversé un nouveau pont de pierre enjambant un petit ruisseau, on se retrouve devant la Tour des âmes (ou Tour de la Stèle), laquelle est accessible par un tunnel à sa base. Les futures tour des âmes des futures nécropoles Ming sont plus petites mais contiennent une stèle. On ne sait pas si cette Tour des âmes du tombeau de Xiaoling contenait une stèle.
La Tour des âmes exactement devant le tumulus qui est la tombe de l'empereur. C'est une butte circulaire en forme de cône, de 400 mètres de diamètre et de 129 mètres de hauteur à son point culminant. Elle est recouverte de pins et abrite le palais souterrain où sont inhumés ensemble l'empereur et l'impératrice. Le caveau se trouve en dessous du tumulus (Baoding: toit précieux) qui est entouré par un mur d’enceinte (Baocheng : mur précieux). Le mur d'enceinte sud dispose d'une inscription sculptée de sept gros caractères : «Ici le Tombeau de Taizu des Ming ».
Des rumeurs circulent depuis longtemps sur l’emplacement exact du palais souterrain dans le tumulus. Selon une légende, pour que le tombeau ne soit pas profané ou pillé, on effectua treize convois funèbres différents pendant la cérémonie de funérailles de l'empereur. Tous les chars et les chevaux de la cérémonie étaient d’apparence semblable et ont quitté en même temps les treize portes de la ville de Nankin, de sorte que personne ne pouvait identifier exactement lequel des convois était le vrai. À partir de 1997, les autorités chinoises du patrimoine culturel ont entrepris la prospection du tumulus en recourant au sondage magnétique, à la localisation par satellite et à d'autres techniques ultra-modernes. Les données obtenues ont permis de localiser avec exactitude l’emplacement du palais souterrain et le mausolée de Hongwu. Il serait enterré à plusieurs dizaines de mètres en dessous de surface du tumulus et le palais souterrain serait en bon état.

## Autres empereurs Ming
Hongwu n'est pas enterré avec les autres empereurs de la dynastie Ming, car son fils Yongle décide d'installer sa capitale à Pékin et de créer une nécropole pour sa dynastie plus près de sa nouvelle capitale. Il commence à construire la nouvelle nécropole près de Changping à cinquante kilomètres de Pékin. Treize des seize empereurs Ming y sont enterrés.

## Autre mausolée
Il est à noter qu'un autre mausolée se trouve à quelques centaines de mètres du Tombeau Xiaoling, celui de Sun Yat-sen, leader révolutionnaire et un homme d'État chinois au début du XXe siècle.

## Galerie d'images

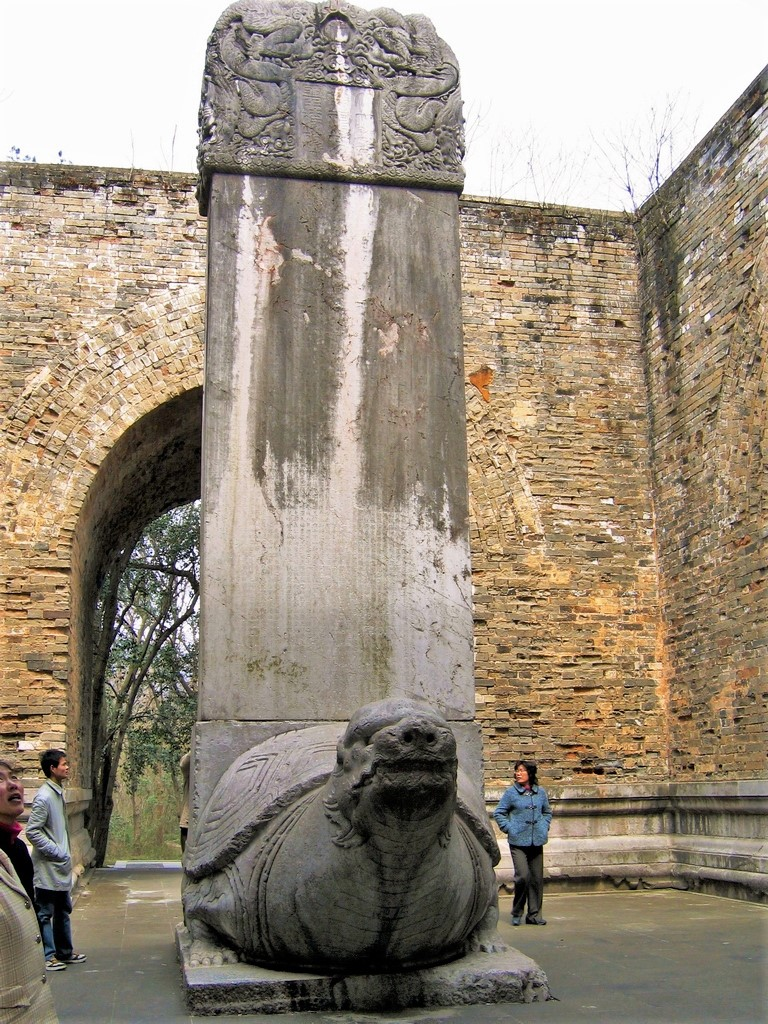
Stèle sur la tortue à tête de dragon dans la Tour carrée (Sifangcheng)
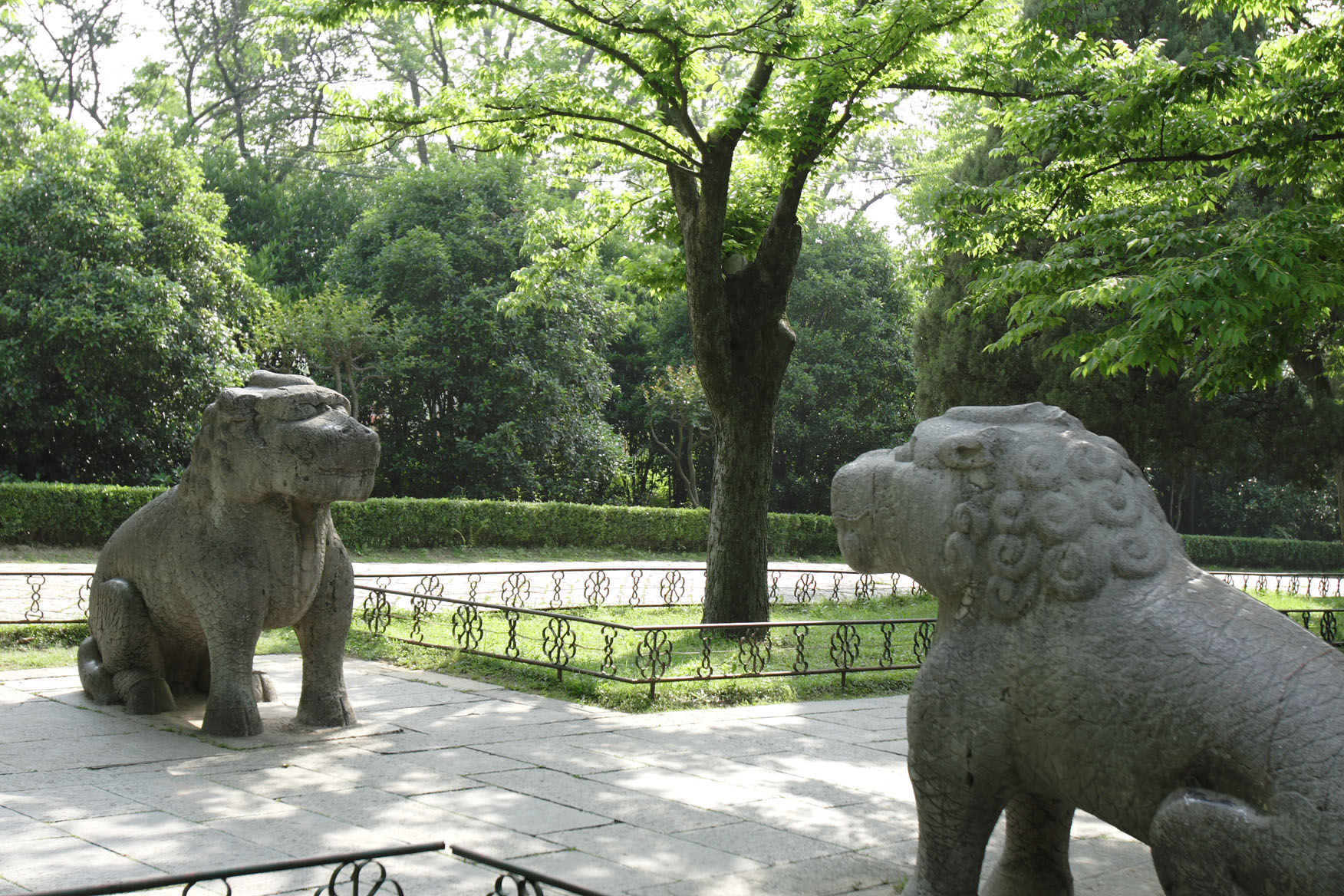
Statues de pierre de qilins sur la Voie des Esprits
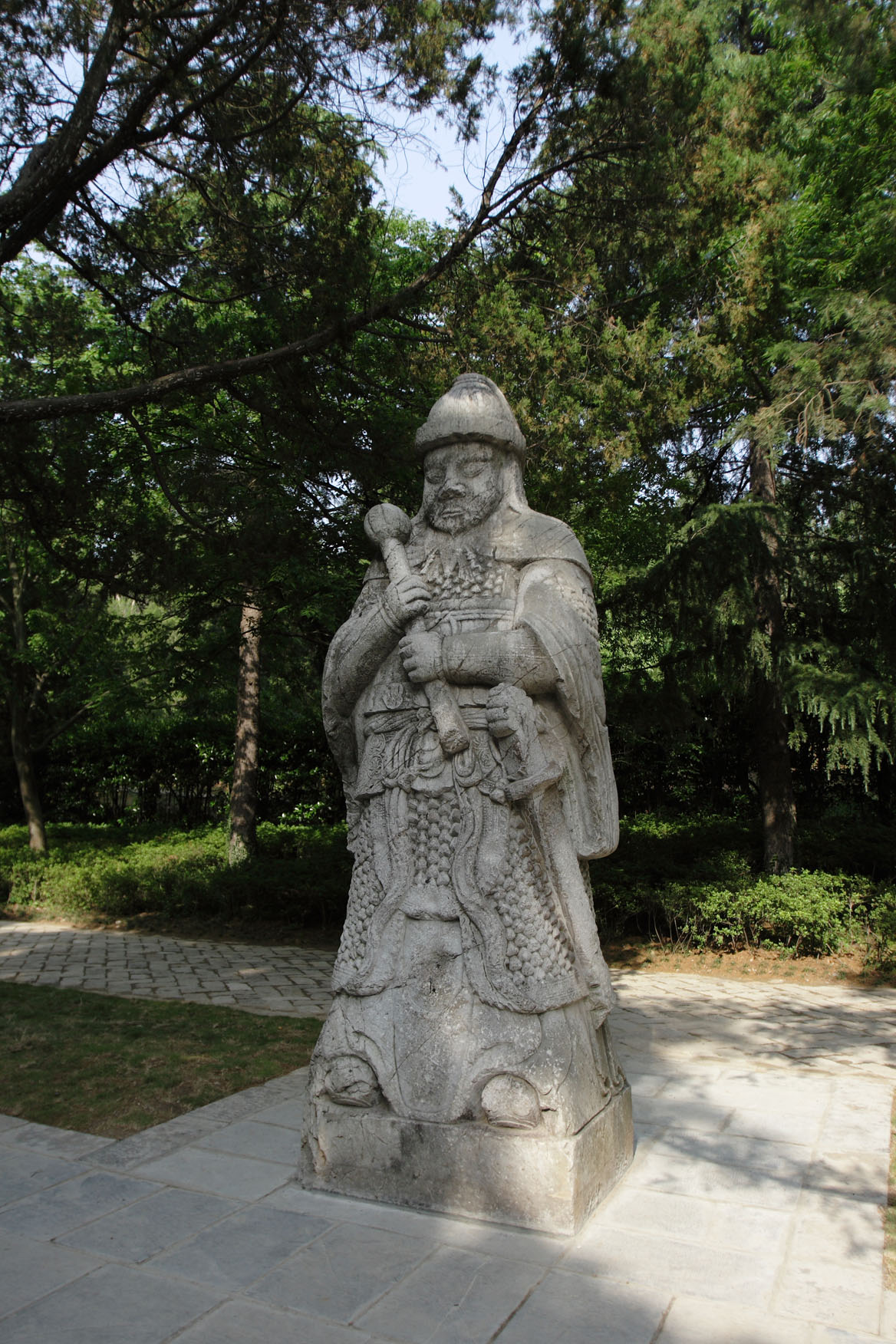
Statue en pierre d'un mandarin soldat
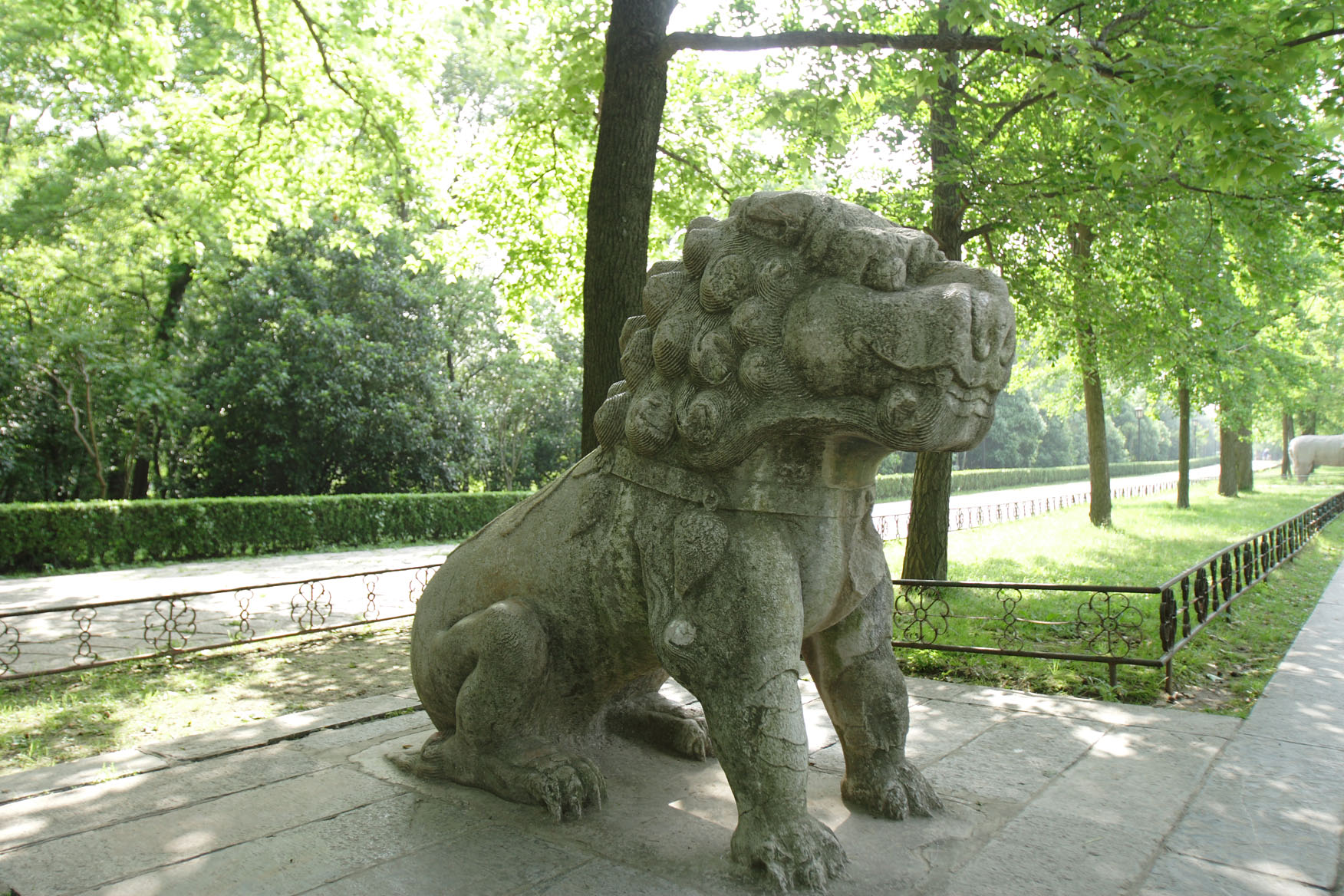
Statue en pierre d'un lion
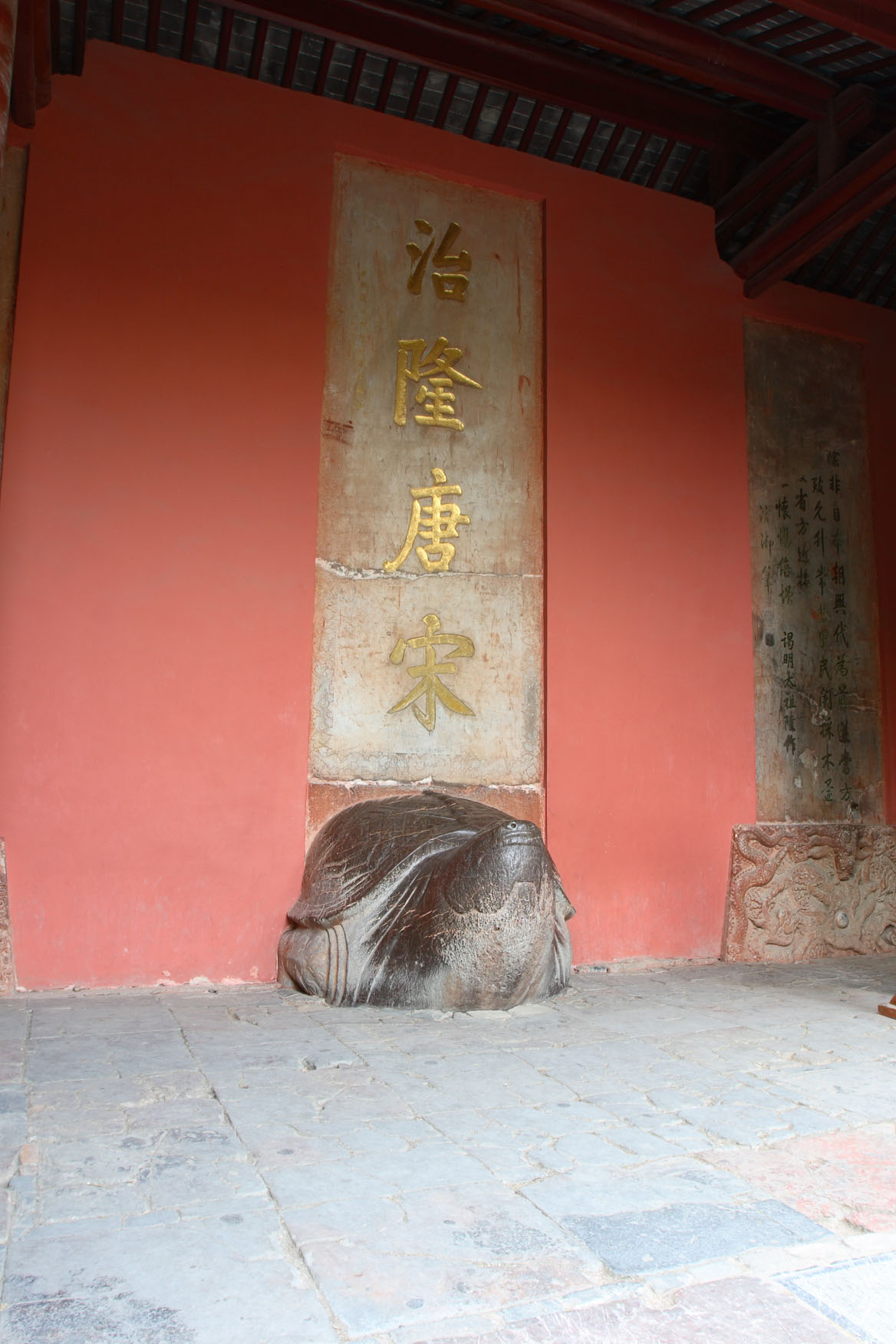
Inscription de l'empereur Kangxi dans le Pavillon de la Stèle
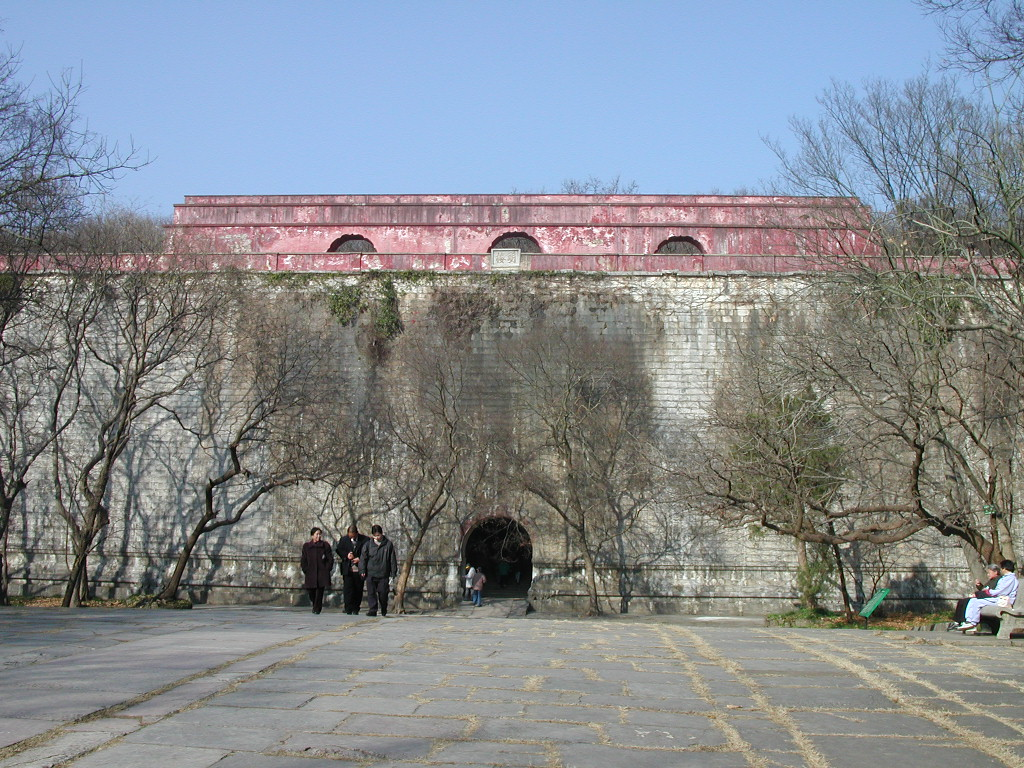
La Tour des âmes
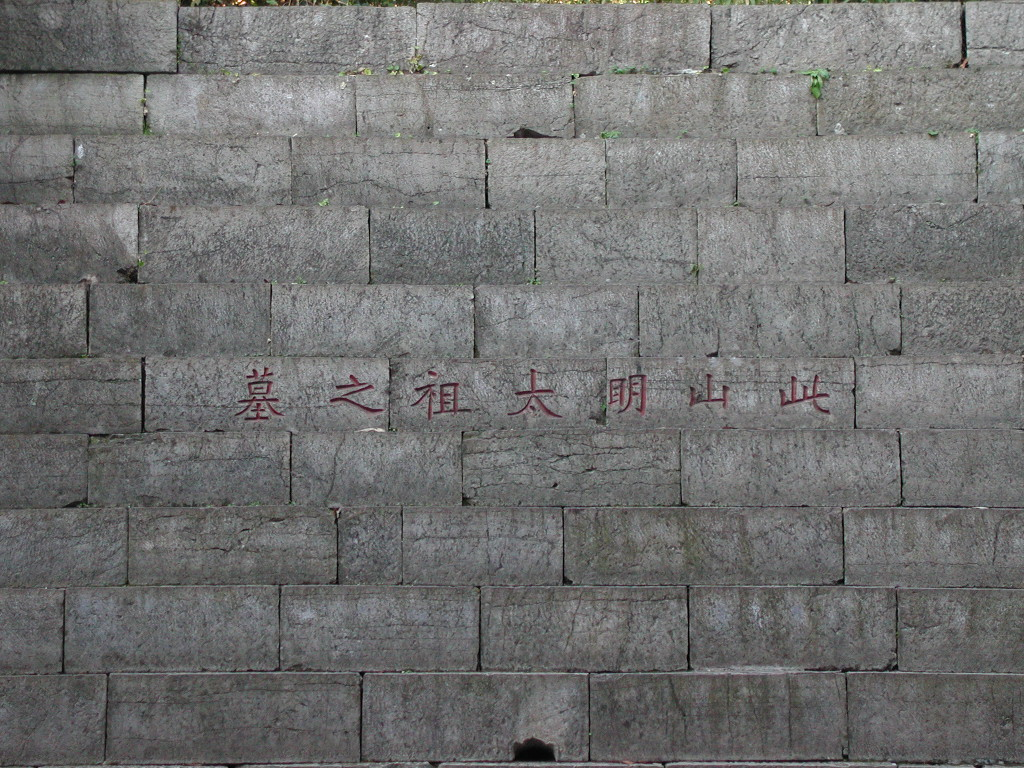
Mur d'enceinte sud disposant de l'inscription : «Ici le Tombeau de Taizu des Ming ».

## Sources
- (en): Asian Historical Architecture
- (fr): China ABC
- (fr): Le Quotidien du Peuple